# ستيف بارك (سائق سيارة سباق)
ستيف بارك (بالإنجليزية: Steve Park)‏ هو سائق سيارة سباق أمريكي، ولد في 23 أغسطس 1966 في إيست نورثبورت في الولايات المتحدة.

## وصلات خارجية
- الموقع الرسمي
- ستيف بارك على موقع Racing-Reference.info (الإنجليزية)
- ستيف بارك على موقع DriverDB.com (الإنجليزية)